# Asami Kai
Asami Kai (甲斐 麻美/かい あさみ?) (nascută 9 ianuarie 1987 în Kumamoto) este o actriță și un model japonez.

## Televiziune
- Mahou Sentai Magiranger (2005, TV Asahi) - Urara Ozu/MagiBlue
- Gakincho - Return Kids - (2006, TBS-TV)
- Joshi Ana Icchokusen! (2007, TV Tokyo)

## Filme
- Mahou Sentai Magiranger, the Movie "The Bride of Infersia" (2005, Toei) - Urara Ozu/MagiBlue
- Chō Ninja Tai Inazuma! (2006, Toei) - Kaguya/Shiden
- Magiranger VS Dekaranger (2006, Toei) - Urara Ozu/MagiBlue

## Legături externe
- Official Blog (in Japanese only)[dead link]
- Official Home Page Arhivat în 18 decembrie 2008, la Wayback Machine. (in Japanese only)[dead link]
- Natural Smile 21st Asami Arhivat în 29 martie 2009, la Wayback Machine. Free Full Length Video of her Gravure Video [dead link]